# 베키 (가수)
베키(2000년 1월 30일 ~ )는 대한민국의 가수다.

## 방송
- 청춘스타 (2022) - 7위

## 음반
- 청춘스타 Part1 (2022)
- 청춘스타 Part4 (2022)
- 청춘스타 Part8 (2022)
- One Voice (2022)
- Illusion (2023)

## 공연
- 청춘스타 TOP7 1st LIVE (2023)